# Adolf von Oeynhausen
Friedrich Adolf Karl August Roderich von Oeynhausen, född 27 augusti 1877 i Büren, död 7 juni 1953 i Sommersell, Nieheim, var en tysk jurist, regeringsämbetsman och SS-general. Han var från 1933 till 1943 regeringspresident i Regierungsbezirk Minden. Adolf Hitler var von Oeynhausens gäst på godset Grevenburg kort innan han utnämndes till Tysklands rikskansler den 30 januari 1933.